# Roșu vertical
Roșu vertical este un volum de poezii al poetului român Nichita Stănescu publicat la Editura Militară în 1967.

## Poezii
- Pean
- Marele cal
- Polul istoric
- Menire
- Alegerea culorii
- Un soldat ...
- Oul cu iris
- Aeroport de toamnă
- Al Pământului
- Muzica
- După ce am ascultat-o pe cântăreață
- Miraj de iarnă
- Către Hypnos
- Focul și gheața